# Spielersperrsystem
Ein Spielersperrsystem kontrolliert den Zugang zu Glücksspielen auf Grundlage einer Sperrliste und dient der Bekämpfung der Spielsucht. In der Sperrliste enthaltene Personen dürfen nicht an Glücksspielen teilnehmen. Ein Eintrag kann vom Spieler selbst oder auf Antrag eines Dritten vorgenommen werden. In Deutschland existiert das bundesweite, spielformübergreifende Spielersperrsystem OASIS.

## Deutschland

### Geschichte
Bereits seit 1981 gab es ein Sperrsystem bei Spielbanken, das auf einer privatrechtlichen Einigung beruhte, aber nicht die Automatensäle umfasste. Mit dem Ersten Staatsvertrag zur Änderung des GlüStV vom 15. Dezember 2011 (Erster GlüÄndStV) wurde gemäß §§ 8, 23 erstmals ein spielformübergreifendes Sperrsystem geschaffen, dass nach § 8 Nr. 2 für Spielbanken, Veranstalter von Sportwetten und Lotterien mit besonderem Gefährdungspotenzial allgemeine verpflichtend wurde. Nach § 23 Nr. 1 Erster GlüÄndStV wurde die technische Abwicklung der Sperrdatenbank und ihres Zugangs durch das Land Hessen wahrgenommen. Dafür wurde die Onlineabfrage Spielerstatus (OASIS) geschaffen.
Auch die in Folge des Ersten GlüÄndStV verabschiedeten Landesspielhallengesetze einiger Bundesländer wie Hessen sahen ähnliche Regelungen vor. Zum Beispiel etablierte Hessen nach § 5 Abs. 1 Nr. 5, 6, 11 seines Landesspielhallengesetzes (HessSPielhG) ein paralleles Sperrsystem für hessische Spielhallen, was zwar funktional identisch zum bundesweiten Sperrsystem im Zuge des Ersten GlüÄndStV war, aber mit einem getrennten Datenbestand arbeitete. Ein Grund dafür war, dass für einen Zugriff auf die bundeseinheitlich geführten Daten auf Basis eines Landesgesetzes, wie ihn das Land Baden-Württemberg gesetzlich vorgegeben hatte, keine taugliche Rechtsgrundlage vorlag. Andere Bundesländer wie Hamburg blieben in ihren Vorgaben sehr unbestimmt: „Vom Spielverhalten her auffällige Personen sind vom Spiel auszuschließen“ (§ 6 Nr. 6 HmbSpielhG).
Der vermeintliche Ausweg über ein privatrechtlich ausgesprochenes Hausverbot war umstritten, und zwar sowohl in Bezug auf die Wirksamkeit des Schutzziels wie die stigmatisierenden Begleitumstände eines Hausverbots, das andernorts primär bei Ladendiebstählen ausgesprochen wird. Außerdem wurde der Anspruch eines Spielers auf das Aussprechen eines Hausverbots gerichtlich verneint.
Aufgrund dieser Unzulänglichkeiten entstanden breite Forderungen nach einem bundeseinheitlichen und spielformübergreifenden Sperrsystem. Getragen wurde die Forderung sowohl von Suchtexperten als auch von Glücksspielanbietern wie zum Beispiel den Verbänden der Automatenwirtschaft.

### Neuregelung im Glücksspielstaatsvertrag 2021
Nach § 8 Abs. 1, 2 GlüStV 2021 wurde zum 1. Juli 2021 ein bundesweites zentrales Sperrsystem für alle Arten von Spielen eingeführt und zum 1. Januar 2023 vollständig in Betrieb genommen. Es ist verpflichtend für alle Glücksspiele mit Ausnahme von Lotterien, die wie das heutige „6 aus 49“ höchstens zweimal pro Woche veranstaltet werden, Lotterien in Form des Gewinnsparens und Pferdewetten, die von Vereinen, die das Unternehmen eines Totalisatoren nach § 1 des Rennwett- und Lotteriegesetzes betreiben, oder auf einer inländischen Pferderennbahn stationär angeboten werden. Damit eingeschlossen sind insbesondere Toto, Keno, gewerbliche Spielautomaten einschließlich der in Gaststätten betriebenen und alle im Internet angebotenen Glücksspiele mit Ausnahme von Lotto.
Der in § 23 GlüStV 2021 beschriebene Aufbau von Sperrdatei und Sperranfragen ist gegenüber dem Ersten GlüÄndStV unverändert geblieben.
Um eine niederschwellige Sperre zu ermöglichen, kann diese nicht nur gegenüber der für die Führung der Sperrdatei zuständigen Stelle, sondern auch über jeden Anbieter eines Glücksspiels ausgesprochen werden, der am Sperrsystem teilnehmen muss (§ 8a GlüStV 2021). Die Dauer beträgt mindestens ein Jahr, es sei denn, der Spieler wünscht eine kürzere Dauer, die aber 3 Monate nicht unterschreiten darf. Eine Aufhebung der Sperre bedarf eines schriftlichen Antrags der gesperrten Person, wobei der Antrag frühestens nach Ablauf der Mindestdauer der Sperre gestellt werden kann (§ 8a Abs. 1 GlüStV 2021).
In den Übergangsregeln ist außerdem festgelegt, dass bis Ende 2022 das Land Hessen weiterhin zuständig für die zentrale Sperrdatei bleiben wird (§ 27p Abs. 4 Nr 1 GlüStV 2021). Die Datenbestände der bisherigen Sperrdateien werden überführt (§ 8d GlüStV 2021).
Bei Glücksspielangeboten im Internet wird die Sperrdatenbank flankiert durch zwei weitere Dateien, nämlich einer Limitdatei zur Begrenzung der monatlichen Verluste (§ 6c GlüStV 2021) und einer Aktivitätsdatei zur Verhinderung parallelen Spieles (§ 6h GlüStV 2021).

## Schweiz
Nach Artikel 80 des Bundesgesetzes über Geldspiele (Geldspielgesetz, BGS) vom 29. September 2017 müssen Spielbanken und Veranstalterinnen von online durchgeführten Grossspielen (Lotterien) eine Spielersperre anbieten. Möglich sind Selbstsperren auf Antrag oder Fremdsperren durch Anbieter. Eine Spielsperre kann auf Antrag der betroffenen Person aufgehoben werden, wenn die der Grund für die erfolgte Sperrung nicht mehr besteht (Artikel 81).

## Österreich
In Österreich ist die Möglichkeit zu einer Spielersperre in den Einzelgesetzen zu den verschiedenen Glücksspielangeboten geregelt. Für die verschiedenen Formen von Spielautomaten ist nach § 5 Abs. 4 lit. a, b jeweils Nr. 3 Glücksspielgesetz  als Teil des Schutzkonzepts insbesondere eine Sperrmöglichkeit vorzusehen. Dabei wird in § 5 Abs. 4 lit. a Nr. 8 Glücksspielgesetz auf eine „Teilnahme an einer vom Bundesgesetzgeber den Grundsätzen des Datenschutzrechts entsprechend noch vorzusehenden Austauschsverpflichtung von Daten über Besuchs- und Spielsperren oder -beschränkungen zwischen Glücksspielanbietern“ referiert. Gemäß einem Bericht des Ministeriums der Finanzen vom Juni 2020 befindet man sich diesbezüglich aber noch in der Konzeptionsphase.

## Andere Länder
In Europa haben 14 Länder (Belgien, Dänemark, Deutschland, Estland, Frankreich, Italien, Lettland, Litauen, Portugal, Schweden, Slowakei, Spanien, Ungarn und das Vereinigte Königreich) ein nationales Sperrsystem.

### Informationen zur Beantragung einer Spielersperre
- Informationen für die Beantragung einer Spielersperre in Deutschland
- Informationen für die Beantragung einer Spielersperre in der Schweiz
- Informationen für die Beantragung einer Spielersperre in Österreich

### Weitere Weblinks
- Spielersperrsystem OASIS auf der Homepage des übergangsweise für die Sperrdatenbank verantwortlichen Regierungspräsidiums Darmstadt.
- Glückspielstaatsvertag 2021 mit Erläuterungen